# Svenerik Markhed
Sven Erik (Svenerik) Birger Markhed, född 9 maj 1925 i Kvarnmåla, Väckelsångs socken, Kronobergs län, död 13 maj 1996 i Kristdala i Oskarshamns kommun, var en svensk målare.
Han var son till folkskolläraren Henning Karlsson och Elsa Lindell och från 1951 gift med Gunnel Bardby. Markhed studerade målning vid Essemskolan i Malmö 1947–1950. Separat ställde han ut första gången i Växjö 1949 och genomförde därefter ett stort antal separatutställningar. Tillsammans med Tage E Nilsson ställde han ut i Växjö 1952 och tillsammans med Alf Olsson ställde han ut i Avesta 1959. Han medverkade i utställningar på Färg och Form i Stockholm och samlingsutställningar med Skånes konstförening och olika småländska konstföreningar samt med Sveriges allmänna konstförening. Han tilldelades stipendium från Ellen Trotzigs fond 1959. Hans konst består av landskapsmålningar med motiv från södra Sverige utförda i olja, gouache eller akvarell. Han var medlem i Konstnärernas Samarbetsorganisation.